# ヴルトゥーム
『ヴルトゥーム』（Vulthoom）は、クトゥルフ神話に登場する邪神。
初出はクラーク・アシュトン・スミス著『ヴルトゥーム』（Vulthoom、1935年）。
作品と邪神の両方について解説する。

## 作品「ヴルトゥーム」
『ヴルトゥーム』（Vulthoom）は、アメリカ合衆国のホラー小説家クラーク・アシュトン・スミスによる短編小説。クトゥルフ神話関連作品。『ウィアード・テイルズ』1935年9月号に掲載された。
ジャンルは未来SF。スミスのアイハイ（火星）を舞台とした3作品の一つで、他の2つ『ヨー・ヴォムビスの地下墓地』『深淵に棲むもの』は共にホラーである。発表時点ではクトゥルフ神話ではなく、ハイパーボリア・アヴェロワーニュ・ゾティークなどとも無関係であった。
アーカムハウスから1948年に単行本『Genius Loci and Other Tales』の一編に収録されており、日本では単行本の日本語版『呪われし地』が1986年に国書刊行会から刊行されている。邦訳は1個のみで、長らく絶版となっている。

### あらすじ
ヴルトゥームは、別の存在との争いの末に、太陽系外からやって来る。宇宙船が火星に墜落するも、ヴルトゥームは生きていた。ヴルトゥームは、先住民に科学技術の知識を与えて勢力を作るも、当時の権力者たちはヴルトゥームを追い払おうと、戦いとなるも、火星全土の支配には至らず、地下に潜伏する。以降は信徒と共に一千年の眠りと目覚めをくり返しており、地上ではヴルトゥームの存在は風化していき、神話の悪魔としてのみ知られるようになる。やがてヴルトゥームは老いた火星に飽き、若い地球に行きたいと思い始め、宇宙船の建造に着手する。
やがて地球人類が宇宙に進出し、火星人との間で通商が行われるようになる。あるとき、金のない2人の地球人、ヘインズとチャンラーは、意気投合して友人になる。そこに、2人に援助したいと言い出す人物からの使いの者が現れる。彼に案内された家屋に入ると、そこから地下エレベーターが降りていき、ラヴォルモスの施設へと到着する。地底には長身の火星人ばかりがいた。2人は、邪神ヴルトゥームと信者たちの地下世界「ラヴォルモス」について、聞いたことはあったが、信じてなどいなかった。神話時代の物語であり、現代の火星では迷信もいいところである。せいぜい下層階級の悪魔崇拝か、テロ組織だろうと結論する。
通された一室で、石造彫刻の花が、ヴルトゥームを名乗って話しかけてくる。ヴルトゥームは、己は神でも悪魔でもなく太陽系外生命体であると前置きして、2人に条件を提示してくる。曰く、地球に行きたいと言い、協力すれば見返りに長寿の霊薬や財宝を提供するという。花の芳香で2人は昏睡に陥り、目覚めると庭園に移動させられていた。状況を整理すると、火星の魔物を名乗る者が、2人を地球侵略の手先に勧誘しているのである。既に宇宙船は建造中で、完成すれば地表を消し飛ばして発射するだろう。決断まで許された時間は48時間。2人は思案するも、断ったら消されるだろうと判断し、脱出を図る。
しかし2人は監視されており、怪物たちが道を阻む。追い詰められた2人は、怪物の吐くガスで眠らされる。目を覚まして1人になっていたヘインズの前に、チャンラーの立体映像が映し出され、降伏して手下になろうと言って消える。ヘインズは、チャンラーが操られたと判断し、説得するために会いに行こうとする。道中、眠りガスの壺を見つけたヘインズは、この壺を割ってヴルトゥームと地底人たちを1000年間強制的に眠りにつかせることを思いつく。もちろんそれは、自分と相棒も一緒に眠ることになり、身体改造されていない自分たちは目覚める前に死ぬだろう。
ヘインズはチャンラーに、眠りガスの壺を叩き壊したことを伝える。だがチャンラーは裏切っておらず、拷問にかけられており、立体映像は作り物であったことが判明する。解放されたガスによって、ヘインズもチャンラーも地底人たちも眠りにつく。ヴルトゥームは、ガスなど効かないと言いつつも、1000年など一瞬にすぎないと敢えて眠りにつく。こうしてヘインズの活躍により、ヴルトゥームの火星破壊と地球侵略は阻止される。

### 主な登場人物・用語
- ボブ・ヘインズ - 地球人。宇宙定期船の船員だが、上司に嫌われ火星に置き去りにされた。
- ポール・セプティマス・チャンラー - 地球人。SF作家で、取材旅行のために火星に来た。
- 案内人 - アイハイ人。長身の男。ヴルトゥームの使いで、2人をラヴォルモスへと案内する。
- タ＝ヴォ＝シャイ - アイハイ人。長身の男。2人にラヴォルモスの中を案内する。長身の理由は、ヴルトゥームに仕えて冬眠してはるかな時間を生きているから。
- アイハイ人 - 火星の先住種族（火星人）。独自の信仰をもつ。ヴルトゥーム崇拝者は少数派。
- ヴルトゥーム - 邦訳一人称は「わし」。花のような姿をしている。信徒に不死を与える。
- 怪物 - 三頭の怪物。眼球のない眼窩と口から、炎を噴出する。全身は棘で覆われている。
- 「イグナルー」 - 火星地上の宇宙港。近隣には、近代都市イグナル＝ルスや、雑居地区であるイグナル＝ヴァスがある。
- 「ラヴォルモス」 - 火星地下の洞窟世界。ヴルトゥームの科学力によって整備されている。

## 邪神「ヴルトゥーム」
スミスの初出作品によると、エイリアンの科学者が火星人から神として崇められるようになったもの。後にクトゥルフ神話の旧支配者に位置付けられるようになる。
クトゥルフやツァトゥグァの弟とされる。知名度では兄神たちから大きく引き離されている。

### 基本設定
巨大な球根植物状の姿をしており、花弁の中央から美しい妖精めいた人の上半身に似た形の器官が突き出している。花からは幻覚性の芳香を発し、誘惑した者を奴隷化する。1000年の周期で目覚めと眠りをくり返す。
太陽系外からやって来て、宇宙船で火星に降り立った。原住民にテクノロジーや不死を与えることで崇められるようになったが、地下に潜伏したことで、地上では忘れ去られ、神話時代の神・悪魔とみなされるようになった。
初出は先述。作品単発ではクトゥルフ神話ではないので、ヴルトゥームはクトゥルフ神話関連の解説書に載っていないことも多い。ヴルトゥームの名称は、エドガー・ライス・バローズの火星シリーズにおける火星の呼称「バルスーム」との類似が指摘される。

### 派生設定
ヴルトゥームをクトゥルフ神話に導入したのは、ラムジー・キャンベルの『湖畔の住人』（1964）における、文献「グラーキの黙示録」の記述である。
その後、リン・カーターがヴルトゥームを旧支配者として採用する。カーターの諸作品では、ヴルトゥーム（とツァトゥグァ）については系図が2つできる。ヴルトゥームは末弟とされている。
1. ヨグ＝ソトースの異母の子たちが、クトゥルフ/ハスター/ツァトゥグァ/ヴルトゥーム。
2. ヨグ＝ソトースの異母の子たちが、クトゥルフ/ハスター/ヴルトゥーム。ツァトゥグァとヴルトゥームは同母異父の兄弟。

カーターが拡張して、「無名祭祀書」や「ネクロノミコン」に仮託して述べた説明によると、グレートオールドワンズが太陽系に入植したとき、ヴルトゥームは火星を支配地としたが、指導者タ＝ヴォ＝シャイとアイハイ族と共に、地下洞窟ラヴォルモスの深淵に、旧神によって幽閉されたということになっている。TRPGでも旧支配者にカテゴリされている。
系図については、シュブ＝ニグラスの子孫とする異説もある。

### アイハイ族
アイハイ族（火星人）は、地球とは異なり火星の環境で進化してきたヒトである。大部分はごく普通に火星で生活し地球人と交易を持っており、ごく一部がヴルトゥームの秘密カルトを組織して地下に潜伏している。彼らアイハイ族は、TRPGでは奉仕種族とされている。またTRPGには、H・G・ウェルズの『宇宙戦争』の火星人（タコ型吸血人）も取り込まれており、火星にはアイハイ族と火星人の2種族がいることになっている。